# Iglesia de la Degollación de San Juan
La iglesia de la Degollación de San Juan es un edificio situado en la localidad de Cicujano, perteneciente al municipio español de Arraya-Maestu.

## Descripción
El edificio se encuentra en la localidad alavesa de Cicujano, perteneciente al municipio español de Arraya-Maestu. Construido en el siglo XIII, está protegido bajo la categoría de «zona de presunción arqueológica». Se menciona como iglesia parroquial del lugar en el Diccionario geográfico-estadístico-histórico de España y sus posesiones de Ultramar de Pascual Madoz, donde aparece descrita con las siguientes palabras:

la igl. parr. dedicada á la Degollacion de San Juan Bautista y servida por un cura y sacristan: aunque está fuera del pueblo, es buena en todos conceptos y tiene reloj en la torre del campanario; en ella se conserva el archivo del valle.
(Madoz, 1847, p. 461)

Décadas después, ya en el siglo XX, Vicente Vera y López vuelve a reseñarla en el tomo de la Geografía general del País Vasco-Navarro dedicado a Álava con las siguientes palabras: «Su parroquia, dedicada á la Degollación de San Juan Bautista, pertenece al arciprestazgo de Maestu y es de categoría rural de segunda clase».
Los registros sacramentales de bautismos, matrimonios y decesos generados por la parroquia de la Degollación de San Juan desde el siglo XV hasta el final del XIX se conservan con los del resto de iglesias de la provincia en el Archivo Histórico Diocesano de Vitoria, donde pueden consultarse.